# Dendrobium klossii
Dendrobium klossii är en orkidéart som beskrevs av Henry Nicholas Ridley. Dendrobium klossii ingår i släktet Dendrobium, och familjen orkidéer. Inga underarter finns listade i Catalogue of Life.